# Розате
Розате (итал. Rosate) је насеље у Италији у округу Милано, региону Ломбардија.
Према процени из 2011. у насељу је живело 5158 становника. Насеље се налази на надморској висини од 107 м.

## Становништво
| 1931. | 1936. | 1951. | 1961. | 1971. | 1981. | 1991. | 2001. | 2011. |
| ----- | ----- | ----- | ----- | ----- | ----- | ----- | ----- | ----- |
| 3.014 | 2.967 | 3.254 | 2.988 | 3.099 | 3.242 | 3.742 | 4.717 | 5.395 |